# LEC東京リーガルマインド大学院大学
LEC東京リーガルマインド大学院大学（れっくとうきょうリーガルマインドだいがくいんだいがく、英語: Tokyo University of Career Development）は、東京都千代田区神田三崎町2-7-10帝都ビルに本部を置く日本の株式会社立大学。2004年創立、2004年大学設置。大学の略称はLEC会計大学院（れっくかいけいだいがくいん）。
2013年までは学部を設置しており、「LEC東京リーガルマインド大学（れっくとうきょうリーガルマインドだいがく）」（通称：LEC大学（れっくだいがく））と名乗っていた。本項では、LEC大学時代を含めて解説する。

## 概観

### 大学全体
LEC東京リーガルマインド大学院大学は、株式会社東京リーガルマインドが設置した東京都千代田区・大阪市北区他にある私立大学（日本初の株式会社立大学であり、構造改革特区により設置）である。2013年までは学部を設置しており、「LEC東京リーガルマインド大学」と名乗っていた。その時期の通称は「LEC大学」。現在の学長は反町勝夫（株式会社東京リーガルマインド代表取締役会長）。いわゆる学校法人の大学とは違う株式会社による大学設置として、規制緩和による学校多様化のあり方のひとつとしてのモデルケースである。しかし本体の経営を圧迫していることもあり、最大で14あったキャンパスを千代田キャンパスに限定した（後述）。
なお、入学者は2008年度は29名（うち3名は3年次編入）、2009年度は定員160人に対してわずか19名（うち1名は3年次編入）であった。
その後、2010年度以降は学部生の募集を停止し、専門職大学院のみの学生募集としている。
そして、2013年3月31日には学部を廃止して大学院のみとし、大学名も「LEC東京リーガルマインド大学院大学」（通称：LEC会計大学院）に変更した。

### 教育および研究
授業は「面接授業」と「メディア授業」という2つの形態が存在する。面接授業とは「学生と教員とが直接対面して行う」授業であり、メディア授業とは「あるキャンパスで行われている授業をテレビ会議システムで同時中継し、その他のキャンパスで受講する形態」の授業のことである。
希望者はLEC東京リーガルマインド（資格試験予備校）の通学講義を無料で受けることができるほか、長期休暇中に通信講座を無料で受けることも可能である。
ただし、大学の講義と資格予備校の完全分離を文部科学省に勧告されたため、資格試験予備校の講義は大学の単位付与の対象とならない。これは、予備校のビデオ授業をそのまま大学の授業として利用していたことを指摘されたためである。そのため、設立当時に宣伝していた「ダブルスクールの時間的・金銭的負担が軽減される」という設立当初の宣伝文句は金銭面に限られてしまった。
ただ、社会人も学べると広報してあるのに昼間に必修講義があることや、生講義で講師も選べると宣伝しながら科目によって同時中継講義しか選べないなど、広報内容と提供される内容が異なる場合があった。なお、この件もよく国会でも問題として取り上げられ「学生に対する保障はどうなるのか」と批判されている。

## 沿革

### 年表
- 2004年4月 - 開学
- 2005年4月 - 会計大学院設置
- 2009年6月 - 学部学生の募集停止を発表
- 2011年 - 大学改革支援・学位授与機構による機関別認証評価（2011年）において「大学評価基準を満たしていない」と判定される[6]
- 2013年3月 - 学部を廃止。大学院（会計専門職大学院）のみを置く大学として、「LEC東京リーガルマインド大学院大学」に改称

## 基礎データ

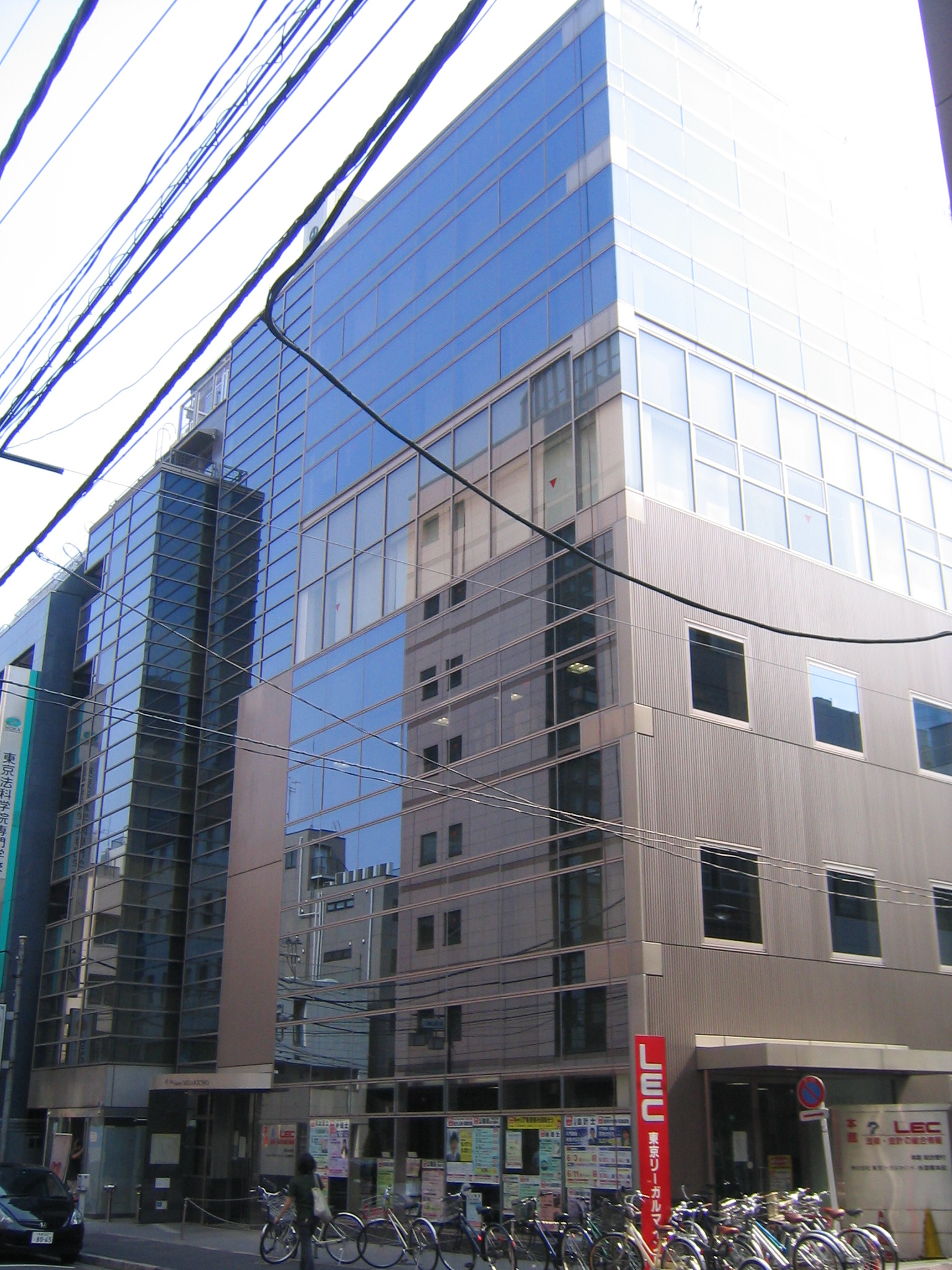
東京リーガルマインド大学の事務所・校舎を兼ねている東京リーガルマインド水道橋本校総合受付

### 所在地
- 千代田キャンパス

#### キャンパスの縮小
かつては日本国内に14のキャンパス（メディアプラス制〈通学教育課程〉：千代田・大阪両キャンパス。メディアフレックス制〈通信教育課程〉：札幌・宇都宮・新宿・横浜・千葉・静岡・神戸・岡山・広島・松山・福岡・北九州各キャンパス）が存在していたが2007年9月、2008年度以降は千代田・新宿・横浜・大阪各キャンパスの4か所に縮小し、地方の10キャンパスでは新年度学生募集を行わず廃止する方針を示した。さらに2008年1月に横浜・大阪両キャンパスも廃止、2009年度は千代田キャンパスのみでの学生募集を行った。

## 教育および研究

### 大学院
- 高度専門職研究科 - 会計専門職専攻

大学設置・学校法人審議会より、専任教員24名中11名が65歳以上であることについて、専門職大学院設置基準により準用される大学院設置基準第8条の4に基づき教員の年齢構成に偏りがないよう、教員の人件費についても適切な水準を確保するよう留意事項がついた。

### かつて存在した学部
- 総合キャリア学部 - 総合キャリア学科（2013年に廃止）

## 施設

### キャンパス

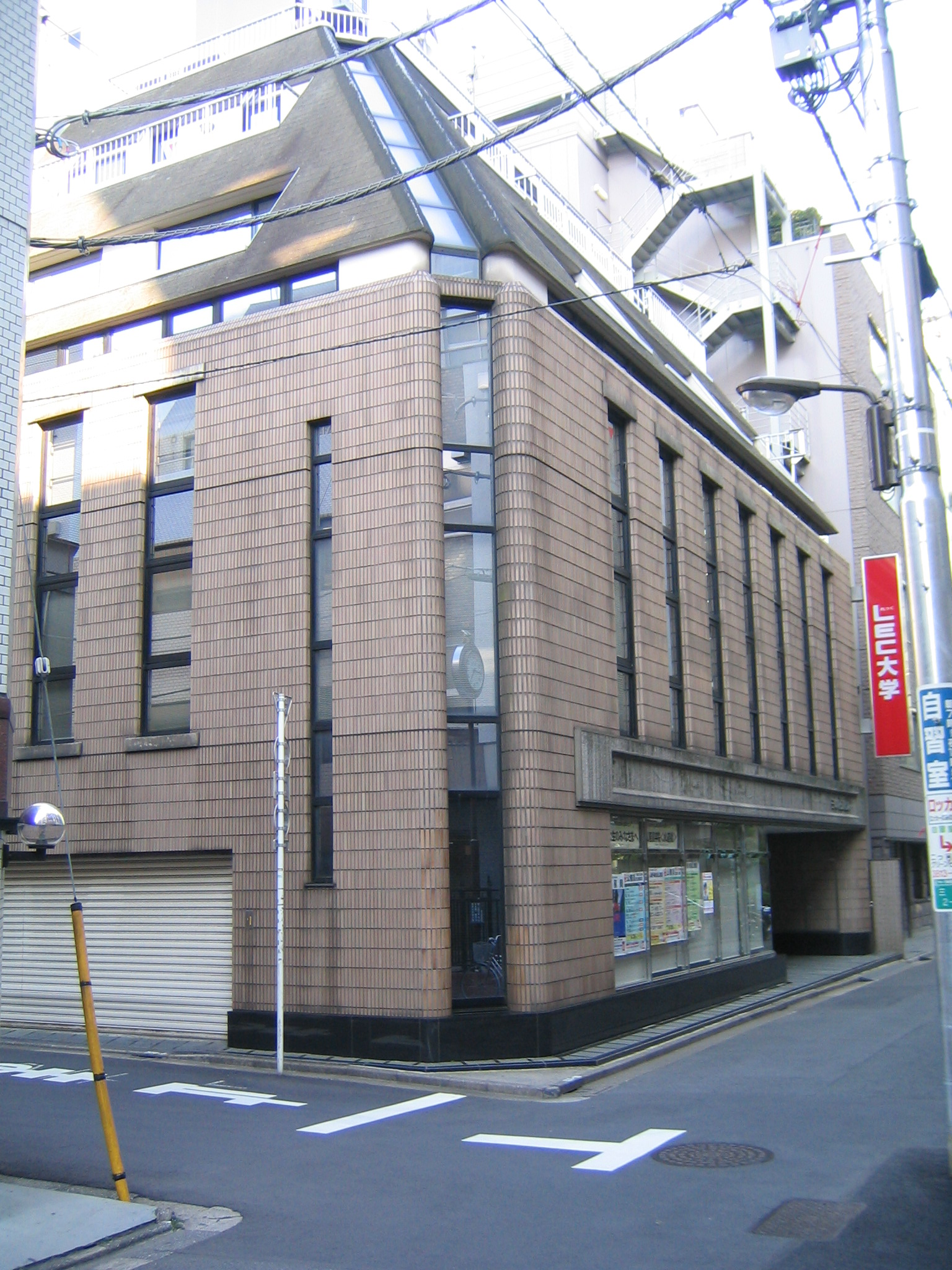
千代田キャンパス

キャンパスと呼んではいるが、いわゆる普通の大学にあるようなキャンパスではなく、ほとんどの教室や施設は本体の東京リーガルマインドが借りているテナントビル内に設置されている。
普通の大学ならば教員に対して個人の研究室が存在しているが、この大学ではLECのオフィスの隅をパーティションで仕切り机を一つ置き多くの教員でそれを共有しているというスタイルになっている。
運動場に関して大阪キャンパスでは、開学までに整備する計画であることを約束したにも関わらず開設後半年経過しても整備がなされず、大阪、松山キャンパスでは運動場の場所が学生に周知されなかった。

## 「大学」としての問題・法令違反

### 改善勧告
設置当時は構造改革特区制度初年度であり、制度推進のため通常は7ヶ月をかけて設置認可の是非が判断されるところ、わずか3ヶ月の審査で認可がなされた。その後、開学以来ずさんな運営がなされている疑いについて、以下のように国会での追及があり、ついに2007年1月18日、文部科学省から日本の大学としては初の改善勧告を受けた。

#### 2005年
- 参議院行政監視委員会にて、日本共産党の吉川春子参議院議員（当時）がLEC大学の改善を求め質問をする。この質問に対し、文部科学省副大臣の馳浩（当時）が「（LEC大学は）看板に偽りあり。確信犯的にやっていれば言語道断だ。」と答弁[7][10]。これを受け、文部科学省も調査に入った。さらには、一部国会議員がLEC大学を視察に訪れている。
- 文部科学省の年次計画履行状況調査（2005年度）により法令違反の恐れが見つかったとして、デジタルハリウッド大学等の他の株式会社大学とともに警告の措置を受ける。当時、専門科目が系列の資格試験予備校の科目と共同運営されており、学部生と予備校生が一緒に授業を受けている点が好ましくない[5]など、9項目の改善点を指摘された。なお、この改善項目についてLEC側はメディアの取材に対し、「適正に対処している」との一方で「内容は言えない」という不可解な返答に終始している。

#### 2006年
- 3月、科目等履修生の単位認定について不適正であるので是正するよう求められたことに対して十分な対応がなされなかったとして、再度留意事項にあげられた[11]。
- 同じく3月、竹中塾公開講座（LEC大学・TRIgger Lab.（トリガーラボ）共催：竹中平蔵他）が、大学としての政治活動であるとの指摘を参議院予算委員会で民主党所属参議院議員の櫻井充および小川敏夫より受ける[12]。2006年11月27日の参議院教育基本法に関する特別委員会にて櫻井に対し、大学として政治活動を行なうのは問題であると文部科学大臣伊吹文明（当時）も答弁した。この竹中塾はLEC大学挙げてのイベントであった[13]。
- 日本共産党の吉川春子参議院議員からシラバスでは社会科学、自然科学、人文科学を同じ教員が担当し、社会科学と自然科学で科目名が異なっていても授業内容が同じものがあると指摘された[7]。
- 固有名詞こそ出されなかったものの退学率の高い大学と指摘された。これは文部科学省より提出された資料をもとに指摘したものであり、具体的な退学率は12.5％であった（2006年11月1日時点の数字）。これは、国立大学1.6％、私立大学3.3％という数字から見てはるかに高い数字である。なお退学の主な理由はこの資料によると、他大学受験、進路変更、学習意欲の低下、健康上の理由、就職などとなっている。
- 同議員によって大学設置認可がされる前に学生の募集をしていたと、国会で指摘されている。同じことを行なった埼玉県の某大学には処分が下されているにもかかわらず、なぜかLEC大学には処分が下されていないと指摘される。
- これだけの問題があるにもかかわらず、いまだに勧告すらしていない文部科学省に対し批判がなされた[14]。野党だけでなく、与党・自民党内からもLEC大学のおかしさを認める意見があり、文部科学省は実地調査を行なわず書類審査でLEC大学の設置認可したことの責任を認めた。

#### 2007年
- 1月18日、上記のような問題点の度重なる指摘を受け、東京都および文部科学省は｢LEC大学は大学設置基準が要求する講義水準等を満たしておらず、同規準に明白に違反している｣などとして、学校教育法に基づく｢改善勧告｣を行う予定であるとの報道が読売新聞の1面トップ扱いでなされた。その後25日に「改善勧告」がなされた。同勧告は文部科学大臣伊吹文明の名で出され、「特に教育課程に関し、大学固有の授業計画や教材が存在せず、専ら資格を取得させることを目的とする資格試験予備校の開設科目群が充てられ、LEC大学の学生と当該予備校の学生とが同一の教室において教育指導を受けている状況については、未だ完全には解消されていない。」[15]などといった点から、30日以内に必要な措置を講じ、書面でその内容の提出を求めるものであった。文部科学省では、今後も改善が見られない場合はより強制力を持つ「変更命令」を出す方針であるとしていた。

### 改善勧告後

#### 2007年
- 文科省の改善勧告に従い、質疑応答などの対応ができる教員がいない点が問題となっていたビデオ授業（いわゆる「高度メディア利用授業」）で補助教員を配置するなどして改善を行う予定。173人の専任教員のうち67人しか勤務実態がない[16][17]点の改善計画は不明。
- 9月にも留意事項が出され、2008年4月30日まで書面で行った措置を報告するように求められた。主な内容は以下のとおりである。
  - 各科目の体系・区分などの見直し、キャリア開発科目内で重要な科目として位置づけている「キャリア開発学演習Ⅰ～Ⅳ」については、各キャンパスにおいて専任の教授または准教授が担当すること。
  - 学生の希望を踏まえ個別の履修指導は行なっているが、履修モデルが存在しないので、養成する人材像に対応した履修モデルを作成すること。
  - 改善の取組は緒についたばかりであり、今後、専任教員による自主的・自律的な教育研究活動、大学の管理運営への積極的な参画を確実なものとし、再びそのあり方に疑義を生じさせることのないよう努めること。
  - 大阪キャンパスには専任教員が配置されていないため、法律分野、会計分野、経営分野を専門とする教授または准教授を配置するなど、大阪キャンパスの教員配置を充実させること。
  - 大学全体で会計分野の専任教員が講師1名のみであるため、当該分野の核となる教授・准教授を配置すること。

#### 2009年
- キャンパスを東京の千代田キャンパスのみとし、大阪、福岡、名古屋などの地方キャンパスは全廃することとした。これは、先述の文科省の改善勧告並びに留意事項に従い、質疑応答の出来る補助教員を配置すると経営の重荷になると判断したためである。また、大阪にも専任教員を設置しなければならなくなったため大阪キャンパスを募集停止し、2011年に閉鎖した。
- 学部生の募集を停止し、大学院生のみを募集することとなった[18]。

#### 2010年
- 3月、独立行政法人大学評価・学位授与機構による大学認証評価において、LEC大学は「大学評価・学位授与機構が定める大学評価基準を満たしていない（不適合）」とされた[19]。これに対して大学側は異議申し立てを行なったが[20]、機構側は「意見申立には理由がない」としてこれを却下した[21]。ちなみに大学院については下記のとおりであった。
  - 会計専門職専攻の教員について、7人中6人が80歳を越えていること[22]。
  - 2009年度の定員充足率が30％であること。
  - 研究室の整備などが十分に行なわれていないこと。
  - 監査法人による監査契約を解除したこと。
- 同じく3月、公益財団法人大学基準協会が実施した2009（平成21）年度「経営系専門職大学院認証評価」により、LEC東京リーガルマインド大学大学院高度専門職研究科会計専門職専攻は「不適合」と判定されたうえ、「列記した課題に対して、貴専攻が有効な対応をとらない場合においては、貴専攻の経営系専門職大学院としてふさわしい教育体制が将来においても持続する可能性は高いとは判断しにくい」と批判された[23]。
- 産学連携に絡んだ教員とのトラブルから労使問題を起こした。この事件で4月30日、LEC側は謝罪をしている[24]。東京リーガルマインド#労働問題を参照。
- 運営主体である株式会社東京リーガルマインドは減資を行なった[25]。同時に反町雄彦氏は引責辞任、反町勝夫社長は会長となった。

#### 2013年
- 3月に正式に学部を廃止し、大学院のみの「LEC東京リーガルマインド大学院大学」となった。

#### 2014年
- 公益財団法人大学基準協会が実施した2014（平成26）年度「経営系専門職大学院認証評価」において、LEC東京リーガルマインド大学大学院高度専門職研究科会計専門職専攻は、教育の内容・方法・成果等、教員・教員組織、学生の受け入れに重大な問題を有し、教育の質に重大な欠陥が認められることから、同協会の経営系専門職大学院基準に「不適合」であると判定された。これにより、同大学院同専攻が大学認証評価で「不適合」の判定を受けるのは3度目となった[26]。

#### 2017年
- 公益財団法人日本高等教育評価機構が実施した2016（平成29）年度「大学機関別認証評価評価報告」（平成30年3月公表）において、LEC東京リーガルマインド大学院大学は、日本高等教育評価機構が定める大学評価基準に適合しているとは認められない、という判定を受けた。これにより、同大学が大学認証評価で「不適合」の判定を受けるのは2度目となった[27]。